# Угольный переулок (Сестрорецк)
У́гольный переу́лок — переулок в городе Сестрорецке Курортного района Санкт-Петербурга. Проходит от Красноармейской улицы до Угольной улицы.
Название появилось в начале XX века. Происходит от соседней Угольной улицы, а та в свою очередь — от Угольного островка.